# 普通法人
普通法人（ふつうほうじん）は、法人税法上の法人の一つ。法人税法第2条1項9号に規定されている。全所得に対して、普通税率で課税される。商法上の株式会社、合名会社、合資会社、特例有限会社、医療法人、相互会社、企業組合と、一般社団法人及び一般財団法人（共に非営利型法人に該当するものを除く。）等がこれに含まれる。